# Persone di nome Annibale
| Questa pagina contiene informazioni ricavate automaticamente dalle voci biografiche con l'ausilio del template Bio e di un bot. L'aggiornamento è periodico e automatico e ricostruisce completamente la pagina. Se manca una persona in questa lista, sei pregato di non aggiungerla, ma accertati piuttosto che la sua voce biografica contenga il template Bio e che i dati anagrafici siano correttamente compilati. Se il template Bio manca, inseriscilo tu stesso o, in alternativa, metti l'avviso {{tmp\|Bio}} che ne segnala la mancanza. Se i dati riportati sono sbagliati, correggi direttamente la voce biografica; le modifiche saranno visibili in questa lista entro pochi giorni. Per chiarimenti vedi il progetto antroponimi. La lista contiene solo le 111 persone che sono citate nell'enciclopedia e per le quali è stato implementato correttamente il template Bio. Pagina aggiornata al 22 giu 2025. |

Questa è una lista di persone presenti nell'enciclopedia che hanno il nome Annibale, suddivise per attività principale.

## Allenatori di calcio(1)
- Annibale Frossi, allenatore di calcio, giornalista e calciatore italiano (Muzzana del Turgnano, n. 1911 - Milano, † 1999)

## Archeologi(1)
- Annibale degli Abati Olivieri, archeologo e numismatico italiano (Pesaro, n. 1708 - Pesaro, † 1789)

## Architetti(3)
- Annibale Lippi, architetto italiano
- Annibale Maggi, architetto italiano († 1504)
- Annibale Vitellozzi, architetto italiano (Anghiari, n. 1902 - Roma, † 1990)

## Arcivescovi cattolici(5)
- Annibale Bugnini, arcivescovo cattolico italiano (Civitella del Lago, n. 1912 - Roma, † 1982)
- Annibale Raffaele Montalcini, arcivescovo cattolico italiano (Crotone, n. 1797 - Catanzaro, † 1861)
- Annibale d'Afflitto, arcivescovo cattolico italiano (Palermo, n. 1560 - Reggio Calabria, † 1638)
- Annibale de Leo, arcivescovo cattolico italiano (San Vito dei Normanni, n. 1739 - Brindisi, † 1814)
- Annibale di Capua, arcivescovo cattolico italiano (Napoli - Napoli, † 1595)

## Artigiani(1)
- Annibale Borgognoni, artigiano e artista italiano (Trento)

## Astronomi(2)
- Annibale Riccò, astronomo e astrofisico italiano (Modena, n. 1844 - Roma, † 1919)
- Annibale de Gasparis, astronomo, matematico e politico italiano (Bugnara, n. 1819 - Napoli, † 1892)

## Attori(4)
- Annibale Betrone, attore e regista italiano (Torino, n. 1883 - Roma, † 1950)
- Annibale Ninchi, attore e drammaturgo italiano (Bologna, n. 1887 - Pesaro, † 1967)
- Annibale Papetti, attore, pittore e paroliere italiano (n. 1918 - Milano, † 1990)
- Annibale Pavone, attore italiano (Messina, n. 1965)

## Avvocati(1)
- Annibale Vigna, avvocato e politico italiano (Casteggio, n. 1862 - Alessandria, † 1924)

## Calciatori(2)
- Annibale Flori, calciatore italiano (Brescia, n. 1896 - Plezzo, † 1917)
- Annibale Silvani, calciatore italiano (Milano, n. 1904 - Brembate di Sopra, † 1989)

## Canoisti(1)
- Annibale Berton, canoista italiano (Treporti, n. 1936 - Venezia, † 2004)

## Cantanti(1)
- Annibale Giannarelli, cantante e pianista italiano (Fivizzano, n. 1948)

## Cardinali(3)
- Annibale Albani, cardinale e vescovo cattolico italiano (Urbino, n. 1682 - Roma, † 1751)
- Annibale Bozzuti, cardinale e arcivescovo cattolico italiano (Montecalvo, n. 1521 - Chiaia, † 1565)
- Annibale Capalti, cardinale italiano (Roma, n. 1811 - Roma, † 1877)

## Ciclisti su strada(2)
- Annibale Brasola, ciclista su strada italiano (Galzignano Terme, n. 1925 - Vigonovo, † 2001)
- Annibale De Faveri, ciclista su strada italiano (Farra di Soligo, n. 1951 - Belluno, † 2013)

## Compositori(4)
- Annibale Bizzelli, compositore italiano (Arezzo, n. 1900 - Roma, † 1967)
- Annibale Padovano, compositore e organista italiano (Padova, n. 1527 - Graz, † 1575)
- Annibale Stabile, compositore italiano (Cracovia, † 1595)
- Annibale Zoilo, compositore italiano (Roma - Loreto, † 1592)

## Condottieri(8)
- Annibale, condottiero e politico cartaginese (Cartagine, n. 247 a.C. - Libyssa)
- Annibale Rodio, condottiero cartaginese
- Annibale figlio di Bomilcare, condottiero cartaginese
- Annibale II Bentivoglio, condottiero italiano (Bologna, n. 1469 - Ferrara, † 1540)
- Annibale Giscone, condottiero cartaginese († 258 a.C.)
- Annibale Magone, condottiero e re cartaginese (Cartagine - Akragas, † 406 a.C.)
- Annibale Monomaco, condottiero cartaginese
- Annibale Rangoni, condottiero italiano (Roma, † 1523)

## Drammaturghi(1)
- Annibale Ruccello, drammaturgo, attore e regista teatrale italiano (Castellammare di Stabia, n. 1956 - Roma, † 1986)

## Egittologi(1)
- Evaristo Breccia, egittologo italiano (Offagna, n. 1876 - Roma, † 1967)

## Filologi(2)
- Annibale Antonini, filologo, grammatico e lessicografo italiano (Cuccaro Vetere, n. 1702 - Napoli, † 1755)
- Annibale Preca, filologo, linguista e scrittore maltese (Lia, n. 1832 - Lia, † 1901)

## Filosofi(1)
- Annibale Pastore, filosofo italiano (Orbassano, n. 1868 - Torino, † 1956)

## Fumettisti(1)
- Annibale Casabianca, fumettista e pittore italiano (Roma, n. 1929 - Roma, † 2019)

## Funzionari(1)
- Annibale Scicluna Sorge, funzionario e giornalista italiano (La Valletta, n. 1908 - Roma, † 1978)

## Generali(2)
- Annibale Bergonzoli, generale italiano (Cannobio, n. 1884 - Cannobio, † 1973)
- Annibale Maffei, generale e diplomatico italiano (Mirandola, n. 1666 - Torino, † 1735)

## Geografi(1)
- Annibale Ranuzzi, geografo e patriota italiano (Bologna, n. 1810 - Bologna, † 1866)

## Gesuiti(1)
- Annibale Leonardelli, gesuita italiano (Rimini, n. 1623 - † 1702)

## Giornalisti(2)
- Annibale Cressoni, giornalista, patriota e impresario teatrale italiano (Brescia, n. 1820 - Como, † 1881)
- Annibale Marazio, giornalista e politico italiano (Alba, n. 1830 - Torino, † 1916)

## Giuristi(1)
- Annibale Marini, giurista italiano (Catanzaro, n. 1940)

## Imprenditori(3)
- Annibale Ajmone Marsan, imprenditore, dirigente sportivo e calciatore italiano (Torino, n. 1888 - Londra, † 1956)
- Annibale Marinelli De Marco, imprenditore e politico italiano (Rieti, n. 1872 - Roma, † 1947)
- Lino Spagnoli, imprenditore, pilota motonautico e dirigente sportivo italiano (Perugia, n. 1927 - † 1986)

## Ingegneri(2)
- Annibale Certani, ingegnere e agronomo italiano (Bologna, n. 1829 - Budrio, † 1914)
- Annibale Rigotti, ingegnere e architetto italiano (Torino, n. 1870 - Torino, † 1968)

## Matematici(3)
- Annibale Comessatti, matematico italiano (Udine, n. 1886 - Padova, † 1945)
- Annibale Ferrero, matematico italiano (Torino, n. 1839 - Roma, † 1902)
- Annibale Giordano, matematico e rivoluzionario italiano (Ottaviano - località San Giuseppe, n. 1769 - Troyes, † 1835)

## Medici(3)
- Annibale De Giacomo, medico e politico italiano (Bisegna, n. 1853)
- Annibale Mariotti, medico e poeta italiano (Perugia, n. 1738 - Perugia, † 1801)
- Annibale Montalti, medico italiano (Rossano, n. 1857 - Palermo, † 1922)

## Militari(7)
- Annibale Brandolini, militare, patriota e politico italiano (Cordignano, n. 1829 - Cordignano, † 1901)
- Annibale Caretta, militare italiano (Alessandria, n. 1877 - Nervesa della Battaglia, † 1918)
- Annibale Gonzaga, militare italiano (Bozzolo, n. 1602 - Vienna, † 1668)
- Annibale Lovera di Maria, militare italiano (Torino, n. 1909 - † 1940)
- Annibale Pagliarin, militare italiano (Vittorio Veneto, n. 1916 - Faqja Gurit, † 1940)
- Annibale Sommariva, militare austriaco (Lodi, n. 1755 - Vienna, † 1829)
- Annibale Sterzi, militare e aviatore italiano (Salerno, n. 1915 - Malta, † 1942)

## Musicisti(1)
- Annibale Pizzarelli, musicista e direttore di coro italiano (Parma, n. 1885 - Parma, † 1973)

## Nobili(9)
- Annibale I Bentivoglio, nobile (Bologna, n. 1413 - Bologna, † 1445)
- Annibale Berlingieri, nobile e politico italiano (Crotone, n. 1874 - Roma, † 1947)
- Annibale Brivio Sforza, XII marchese di Santa Maria in Prato, nobile, diplomatico e numismatico italiano (Milano, n. 1892 - Milano, † 1988)
- Annibale Chieppio, nobile e politico italiano (Mantova, n. 1563 - † 1623)
- Annibale Faussone Scaravelli, nobile italiano (Torino, n. 1720 - Ceva, † 1778)
- Annibale Gonzaga, nobile e militare italiano (Novellara, n. 1507 - Busca, † 1537)
- Annibale Lanzoni, nobile italiano († 1681)
- Annibale Sillano, nobile e vescovo cattolico italiano (Crotone - Poggiardo, † 1666)
- Annibale Visconti, nobile e generale italiano (Milano, n. 1660 - Milano, † 1747)

## Orafi(1)
- Annibale Gagini, orafo e scultore italiano (Palermo - Palermo, † 1607)

## Patrioti(2)
- Annibale Calini, patriota italiano (Brescia - Brescia, † 1916)
- Annibale Lucatelli, patriota italiano (Roma, n. 1827 - Roma, † 1909)

## Pittori(6)
- Annibale Arces, pittore italiano (Grottaglie, n. 1912 - Grottaglie, † 1994)
- Annibale Brugnoli, pittore italiano (Perugia, n. 1843 - Perugia, † 1915)
- Annibale Carracci, pittore italiano (Bologna, n. 1560 - Roma, † 1609)
- Annibale Castelli, pittore italiano (Bologna)
- Annibale Gatti, pittore italiano (Forlì, n. 1827 - Firenze, † 1909)
- Annibale Mazzuoli, pittore e restauratore italiano (Siena, n. 1658 - Roma, † 1743)

## Poeti(2)
- Annibale Guasco, poeta italiano (Alessandria, n. 1540 - Alessandria, † 1619)
- Annibale Lucio, poeta e drammaturgo croato (Lesina - Lesina, † 1553)

## Politici(5)
- Annibale Boni, politico e generale italiano (Cremona, n. 1824 - Pisa, † 1905)
- Annibale De Mas, politico italiano († 1969)
- Annibale Fada, politico italiano (Collio, n. 1926 - Roma, † 1971)
- Annibale Ludovico Faussone, politico italiano (Torino, n. 1649 - Ceva, † 1708)
- Annibale Gilardoni, politico italiano (Roma, n. 1873 - Roma, † 1948)

## Poliziotti(1)
- Annibale Tonelli, poliziotto italiano (La Spezia, n. 1913 - Mauthausen, † 1945)

## Presbiteri(3)
- Annibale Cappello, presbitero italiano (Mantova, n. 1540 - Roma, † 1587)
- Annibale Maria Di Francia, presbitero italiano (Messina, n. 1851 - Messina, † 1927)
- Annibale Grisonio, presbitero italiano (Capodistria - Venezia)

## Scacchisti(1)
- Annibale Romei, scacchista e letterato italiano († 1590)

## Sciatori alpini(1)
- Ni Orsi, ex sciatore alpino e sciatore nautico statunitense (Stockton, n. 1944)

## Scrittori(1)
- Annibale Del Mare, scrittore e giornalista italiano (Savona, n. 1914 - Milano, † 2011)

## Scultori(4)
- Annibale Caccavello, scultore e architetto italiano (Napoli, n. 1515 - Napoli, † 1570)
- Annibale De Lotto, scultore italiano (San Vito di Cadore, n. 1877 - Venezia, † 1932)
- Annibale Fontana, scultore, orafo e incisore italiano (Milano, n. 1540 - Milano, † 1587)
- Annibale Zucchini, scultore e architetto italiano (Ferrara, n. 1891 - Garbagnate Milanese, † 1970)

## Tenori(1)
- Annibale Pio Fabri, tenore e compositore italiano (Bologna, n. 1697 - Lisbona, † 1760)

## Velisti(1)
- Annibale Pelaschiar, velista italiano (Fasana, n. 1912 - Monfalcone, † 1994)

## Vescovi cattolici(1)
- Annibale Rucellai, vescovo cattolico italiano (Firenze, n. 1529 - Roma, † 1601)